# Alstroemeria lactilutea
Alstroemeria lactilutea là một loài thực vật có hoa trong họ Alstroemeriaceae. Loài này được Ravenna & Brinck mô tả khoa học đầu tiên năm 2000.